# Michael Madsen
Michael Soren Madsen (Chicago, 25 september 1957 – Malibu (Californië), 3 juli 2025) was een Amerikaans acteur.

## Jeugd
Madsen werd geboren in Chicago, Illinois. Zijn moeder, Elaine Melson, was filmmaker en schrijfster. Zijn vader, Calvin Christian Madsen, diende in de Amerikaanse marine tijdens de Tweede Wereldoorlog en werkte als brandweerman. In de jaren zestig gingen zijn ouders uit elkaar. Hij had twee zussen: Cheryl Madsen, een ondernemer, en actrice Virginia Madsen, die in 2005 werd genomineerd voor een Academy Award. Zijn grootouders van vaderskant waren van Deense afkomst, terwijl zijn moeder Ierse en inheems-Amerikaanse roots had.

## Werk
Hij begon met acteren in het Chicagose Steppenwolf Theatre onder begeleiding van John Malkovich. In WarGames (1983) maakte hij zijn filmdebuut. Daarna speelde de acteur nog enkele kleine rollen in onder andere The Natural en Thelma & Louise.
Regisseur Quentin Tarantino castte Madsen geregeld voor rollen in zijn films. Hij speelde onder meer Mr. Blonde in de film Reservoir Dogs (1992). Daarnaast was de acteur te zien in Tarantino's Kill Bill (2003/04), The Hateful Eight (2015) en Once Upon a Time in Hollywood (2019).
Madsen speelde ook dragende rollen in producties als Free Willy (1993) en Species (1995). In 2005 sprak hij de stem van Maugrim in voor The Chronicles of Narnia: The Lion, the Witch and the Wardrobe. In 2011 speelde de acteur in de Engelstalige actiefilm Amsterdam Heavy, geregisseerd door Michael Wright.

## Privé
Madsen was driemaal getrouwd en had zes kinderen.
Hij overleed op 3 juli 2025 op 67-jarige leeftijd na een hartaanval in zijn huis in Malibu.

## Filmografie

### Televisie
- St. Elsewhere, televisieserie – Mike O'Connor (Afl., Remission, 1983|Monday, Tuesday, Sven's Day, 1983)
- Cagney & Lacey, televisieserie – Boyd Evans Strout (Afl., Heat, 1984)
- Miami Vice, televisieserie – Sally Alvarado (Afl., Give a Little, Take a Little, 1984)
- The Hitchhiker, televisieserie – John Hampton (Afl., Man at the Window, 1985)
- Crime Story, televisieserie – Johnny Fosse (Afl., The St. Louis Book of Blues, 1986|The War, 1986|Crime Pays, 1986, niet op aftiteling)
- Tour of Duty, televisieserie – Sergeant Greg Block (Afl., Sleeping Dogs, 1989)
- Jake and the Fatman, televisieserie – Rol onbekend (Afl., Snowfall, 1989)
- Quantum Leap, televisieserie – Blue (Afl., Jimmy – October 14, 1964, 1989)
- The Outsiders, televisieserie – Mick Jenkins (Afl. onbekend, 1990)
- Gabriel's Fire, televisieserie – Stan Frankel (Afl., Finger on the Trigger, 1991)
- Vengeance Unlimited, televisieserie – Mr. Chapel (9 afl., 1998-1999)
- Big Apple, televisieserie – Terry Maddock (8 afl., 2001)
- Tilt, televisieserie – Don 'The Matador' Everest (9 afl., 2005)
- 24, televisieserie – seizoen 8 – Jim Ricker (2010)

- Bibsys: 5038479
- Biblioteca Nacional de España: XX1094461
- Bibliothèque nationale de France: cb14023060q (data)
- Gemeinsame Normdatei: 122744640
- International Standard Name Identifier: 0000 0001 1680 3105
- Library of Congress Control Number: no96000485
- MusicBrainz: 4b43b297-3c29-4a7a-a251-1a660e448387
- Nationale Bibliotheek van Tsjechië: js20050725025
- Nationale Bibliotheek van Israël: 987007436775605171
- Nationale Bibliotheek van Polen: a0000001247007
- Nederlandse Thesaurus van Auteursnamen: 172322146
- PIC: 389112
- SNAC: w6cv5d4h
- Système universitaire de documentation: 061588636
- Virtual International Authority File: 84237508
- WorldCat: E39PBJjMDKpPvghdmkKx8pTCQq